# ستانلي إم. سيلفربرغ
ستانلي إم. سيلفربرغ (بالإنجليزية: Stanley M. Silverberg)‏ هو محامي أمريكي، ولد في 1919 في نيويورك في الولايات المتحدة، وتوفي بنفس المكان في 13 نوفمبر 1953.